# Taras Romanczuk
Taras Wiktorowycz Romanczuk (ukrainska: Тарас Вікторович Романчук; Taras Viktorovytj Romantjuk), född 14 november 1991 i Kovel, är en ukrainskfödd polsk fotbollsspelare som spelar för Jagiellonia Białystok och Polens herrlandslag i fotboll, där han är med i truppen vid fotbolls-EM 2024.

## Meriter
Jagiellonia Białystok
- Ekstraklasa: 2023/2024